# Lista över offentlig konst i Malmö kommun
Lista över offentlig konst i Malmö kommun är en ofullständig förteckning över främst utomhusplacerad offentlig konst i Malmö kommun. 

## Centrum
| Titel                                                                                       | Konstnär(er)                                              | Årtal                                     | Beskrivning                                                 | Typ - material                                                       | Plats Koordinater                                                                                  | ID            | Bild                                                                |
| ------------------------------------------------------------------------------------------- | --------------------------------------------------------- | ----------------------------------------- | ----------------------------------------------------------- | -------------------------------------------------------------------- | -------------------------------------------------------------------------------------------------- | ------------- | ------------------------------------------------------------------- |
| Karl X Gustav                                                                               | John Börjeson                                             | 1896                                      | Ryttarstaty över Karl X Gustav                              | Porträtt - Brons, granit                                             | Stortorget 55.60606, 13.00015                                                                      | k1280/001     | Fler bilder                                                         |
| Torgbrunn                                                                                   | Stig Blomberg                                             | 1964                                      |                                                             | Fontän - Brons                                                       | Stortorget 55.60644, 13.00066                                                                      | k1280/002     | Torgbrunn                                                           |
| Madonna                                                                                     | Vitus Nielsen (replik) original eventuellt Adam van Düren | 1965                                      | Madonna (replik)                                            | Fasadkonst - Betong                                                  | Jörgen Kocks gård, Västergatan 55.60695, 12.99894                                                  | k1280/003     | Madonna                                                             |
| Frans Suell                                                                                 | Edvard Trulsson                                           | 1915                                      | Staty över Frans Suell                                      | Porträtt - Brons, granit                                             | Norra Vallgatan 70 55.60739, 12.99847                                                              | k1280/004     | Frans Suell                                                         |
| Optimistorkestern                                                                           | Yngve Lundell                                             | 1985                                      |                                                             | Skulptur - Brons                                                     | Södergatan 55.60551, 13.00128                                                                      | k1280/005     | Optimistorkestern                                                   |
| Monument till krigsförlista sjömäns minne                                                   | Eiler Græbe Ivar Ålenius-Björk                            | 1945                                      |                                                             | Minnesmärke - Stål, granit                                           | längst ut på Ångbåtsbron 55.61464, 12.99597                                                        | k1280/006     | Monument till krigsförlista sjömäns minne                           |
| Porten mot kontinenten                                                                      | Sven Carlsson (Skrot Carlsson)                            | 1975                                      |                                                             | Skulptur - Järnplåt, granit                                          | Bagers plats vid Hjälmarebron 55.60816, 12.99485                                                   | k1280/007     | Porten mot kontinenten                                              |
| Fiskegumma                                                                                  | Clarence Blum                                             | 1949                                      |                                                             | Skulptur - Granit                                                    | Norra Vallgatan vid Älvsborgsbron 55.60731, 12.99707                                               | k1280/008     | Fiskegumma                                                          |
| Non-Violence                                                                                | Carl Fredrik Reuterswärd                                  | 1992                                      |                                                             | Skulptur - Brons, granit                                             | Bagers plats 55.60878, 12.99742                                                                    | k1280/009     | Fler bilder                                                         |
| Annorstädes                                                                                 | Tania Ruiz Gutiérrez                                      | 2010                                      |                                                             | Ljud & ljus - videosekvenser                                         | Centralstationen plattform 1-2 och 3-4 (inomhus) 55.60963, 12.9997                                 | k1280/009B    | Det är troligen inte ok att ladda upp en bild av detta konstverk    |
| Spectral Self Container Även känd som: Existensen som självändamål                          | Matti Kallioinen                                          | 2013                                      |                                                             | Skulptur - Aluminium, customlackering                                | Anna Lindhs plats 55.60942, 12.99692                                                               | k1280/009d    | Spectral Self Container                                             |
| Rubato                                                                                      | Eva Hild                                                  | 2015                                      |                                                             | Skulptur - målad gjutaluminium                                       | Malmö Live 55.60677, 12.99355                                                                      | k1280/45e     | Rubato                                                              |
| Minnenas hav, hav av minnen                                                                 | Karolina Erlingsson                                       | 2015                                      |                                                             | Skulptur - betong                                                    | Malmö Live 55.60748, 12.99452                                                                      | k1280/45f     | Minnenas hav, hav av minnen                                         |
| Gemini                                                                                      | Cristos Gianakos                                          | 1985                                      |                                                             | Skulptur - Järnsmide                                                 | Ångbåtsbron 55.61322, 12.99728                                                                     | k1280/010     | Gemini                                                              |
| Snäckan                                                                                     | Henning Malmström                                         | 1956                                      |                                                             | Skulptur - Marmor                                                    | Hans Mickelssonsgatan/Skeppsbron 55.61268, 12.99788                                                | k1280/011     | Snäckan                                                             |
| Samling vid pumpen                                                                          | Thure Thörn                                               | 1973                                      |                                                             | Fontän - Granit, brons, järn                                         | Lilla torg 55.60496, 12.99886                                                                      | k1280/012     | Samling vid pumpen                                                  |
| Ktree "rytmobilträd"                                                                        | Jan Cardell studenter vid Malmö högskola                  | 2000                                      |                                                             | Skulptur - Rostfritt stål och glasfiber                              | Beijerskajen 8 55.60976, 12.99372                                                                  | k1280/013     | Ktree "rytmobilträd"                                                |
| Amaltheadådet                                                                               | Okänd                                                     | 2008                                      | Plakett till minne av Amaltheadådet.                        | Minnesmärke - brons                                                  | Beijerskajen 8 55.61101, 12.99315                                                                  | k1280/013C    | Amaltheadådet                                                       |
| Arch                                                                                        | Claes Hake                                                | 2012                                      |                                                             | Fontän - granit                                                      | Dockplatsen 55.61466, 12.99025                                                                     | k1280/013d    | Arch                                                                |
| Claus Mortensen minnessten                                                                  | Thure Thörn                                               | 1967                                      | Claus Mortensen minnessten                                  | Minnesmärke - Granit                                                 | Sankt Petri kyrka, Själbodgatan 55.6068, 13.00326                                                  | k1280/014     | Claus Mortensen minnessten                                          |
| Grundlagen                                                                                  | Pye Engström                                              | 1985                                      |                                                             | Skulptur - Granit                                                    | Tingsrätten, Kalendegatan 6 55.60633, 13.0032                                                      | k1280/015     | Grundlagen                                                          |
| Fyrklöver                                                                                   | Tom Gruen                                                 | 1997                                      |                                                             | Fontän - Granit                                                      | Sankt Petri kyrka, Själbodgatan 55.60679, 13.00315                                                 | k1280/016     | Fyrklöver                                                           |
| Genius Loci - En Hybridskulptur med Ljus och Växter                                         | Susann Rönnertz                                           | 2013                                      |                                                             | Ljud & ljus - Växter                                                 | Kv Caroli 55.60566, 13.00776                                                                       | k1280/016B    | Genius Loci - En Hybridskulptur med Ljus och Växter                 |
| Picassos Sleeping Partner                                                                   | Carl Fredrik Reuterswärd                                  | 1983                                      | Picassos Sleeping Partner                                   | Skulptur - Brons                                                     | Bruksgatan 55.60775, 13.00253                                                                      | k1280/017     | Picassos Sleeping Partner                                           |
| Cordes Vibrantes                                                                            | Fernandez Arman                                           | 1992                                      |                                                             | Fontän - Brons, granit                                               | Malmborgsgatan/Stora Nygatan 55.60345, 13.00321                                                    | k1280/018     | Cordes Vibrantes                                                    |
| Sädeskornet minnessten                                                                      | Carl-Bertil Widell                                        | 2000                                      |                                                             | Minnesmärke - Granit                                                 | Rundelen 55.60592, 13.00612                                                                        | k1280/019     | Sädeskornet minnessten                                              |
| Luftballong                                                                                 | Bertil Vallien                                            | 1973                                      |                                                             | Skulptur - Glas, stål, teknik                                        | Caroli City Shoppingcenter, Kattsundsgatan (inomhus) 55.60619, 13.01358                            | k1280/019d    | Det är troligen inte ok att ladda upp en bild av detta konstverk    |
| Emigranterna                                                                                | Carl Milles                                               | 1940                                      |                                                             | Skulptur - brons                                                     | Djäknegatan/Rundelsgatan 55.60622, 13.00483                                                        | k1280/019f    | Emigranterna                                                        |
| Det Svenska Tungsinnet                                                                      | Marie-Louise Ekman                                        | 2004                                      |                                                             | Fontän - Brons                                                       | Altonaparken 55.60312, 13.00714                                                                    | k1280/020     | Det Svenska Tungsinnet                                              |
| Delfiner                                                                                    | Sven Carlsson (Skrot Carlsson)                            | 1973                                      |                                                             | Skulptur - Järnplåt, granit                                          | Södra Promenaden 23 55.6041, 13.00988                                                              | k1280/021     | Delfiner                                                            |
| Pulserande koordinatsystem                                                                  | Leif Bolter                                               | 2013                                      |                                                             | Skulptur - Plast, stål                                               | På torget vid Gasverksgatan utanför Moderna museet 55.60524, 13.00899                              | k1280/021b    | Pulserande koordinatsystem                                          |
| Göta                                                                                        | Olle Holmsten                                             | 1950                                      |                                                             | Fontän - Granit                                                      | Raul Wallenbergs plats 55.60218, 13.00367                                                          | k1280/022     | Göta                                                                |
| Pienza                                                                                      | Staffan Nihlén                                            | 1992                                      |                                                             | Fontän - Marmor, granit                                              | Raul Wallenbergs park 55.60207, 13.00237                                                           | k1280/023     | Pienza                                                              |
| Katarakt                                                                                    | Ulla Kraitz Gustav Kraitz                                 | 2002                                      |                                                             | Fontän - Brons, betong                                               | Södertull 55.60128, 13.00112                                                                       | k1280/024     | Katarakt                                                            |
| Utan titel                                                                                  | Eva Larsson                                               | 2006                                      |                                                             | Fontän - projicering                                                 | Morescobron (undertill) koordinater saknas                                                         | k1280/024c    |                                                                     |
| Portfölj                                                                                    | Ulla Kraitz                                               | 2005                                      |                                                             | Skulptur - Brons                                                     | Södra Promenaden mellan Södertull och Amiralsbron 55.60155, 13.0023                                | k1280/025     | Portfölj                                                            |
| Summa Summarum                                                                              | Carl Fredrik Reuterswärd                                  | 1973                                      |                                                             | Fasadkonst - Glaserat stengods på vägg                               | Gustav Adolfs Torg 4 55.60255, 13.00174                                                            | k1280/026B    |                                                                     |
| Fem fontäner och ett klot                                                                   | Sivert Lindblom                                           | 1999                                      |                                                             | Fontän - Brons, granit, klinker                                      | Gustav Adolfs Torg 55.60276, 13.00137                                                              | k1280/027     | Fem fontäner och ett klot                                           |
| Mårten Werners altare                                                                       | Okänd                                                     | 1989                                      |                                                             | Minnesmärke - Natursten, brons                                       | Södergatan nära Gustav Adolfs Torg 55.60345, 13.00124                                              | k1280/027B    | Mårten Werners altare                                               |
| Öresund                                                                                     | Gerhard Henning                                           | 1934                                      |                                                             | Fontän - Brons, granit                                               | Gustav Adolfs Torg 55.6026, 12.9999                                                                | k1280/028     | Öresund                                                             |
| Lekande barn                                                                                | Anders Jönsson                                            | 1915                                      |                                                             | Fontän - Brons, granit                                               | Gustav Adolfs Torg 55.60269, 13.00059                                                              | k1280/029     | Lekande barn                                                        |
| Tranorna flyga mot väster                                                                   | Stig Carlsson                                             | 1983                                      |                                                             | Fasadkonst - Keramik                                                 | Engelbrektsgatan 13 (in på gården) 55.60382, 12.99765                                              | k1280/030     | Tranorna flyga mot väster                                           |
| Modersglädje                                                                                | Karin Schultz                                             | 1985                                      |                                                             | Skulptur - Brons, granit                                             | Engelbrektsgatan 13 (in på gården) 55.60432, 12.99738                                              | k1280/031     | Modersglädje                                                        |
| Väggens dinosaurier                                                                         | Karl Adrian                                               | 2004                                      |                                                             | Fasadkonst - Måleri på vägg                                          | Hospitalsgatan 1 vid Västra skolan 55.60444, 12.99449                                              | k1280/031B    | Väggens dinosaurier                                                 |
| Sunes stenar                                                                                | Bård Breivik                                              | 1997                                      |                                                             | Skulptur - Granit                                                    | Malmö stadsbibliotek 55.60074, 12.99416                                                            | k1280/032     | Sunes stenar                                                        |
| Konstkritik                                                                                 | Otto Strandman                                            | 1915                                      |                                                             | Skulptur - Brons, granit                                             | Malmö stadsbibliotek 55.60055, 12.99519                                                            | k1280/033     | Konstkritik                                                         |
| Till Erinran                                                                                | Axel Wallenberg                                           | 1951                                      |                                                             | Skulptur - Brons, granit                                             | Slottsparken öster om Fersens väg, snett emot Malmö stadsbibliotek 55.60108, 12.99596              | k1280/034     | Till Erinran                                                        |
| Anna Lisa                                                                                   | Anders Olsson                                             | 1911                                      |                                                             | Fontän - Brons, granit                                               | Slottsparken, Platangången till bron mot Kungsparken 55.60113, 12.99255                            | k1280/035     | Anna Lisa                                                           |
| Vildsvinet                                                                                  | Carl Frisendahl                                           | 1960                                      |                                                             | Skulptur - Brons, granit                                             | Stadsbiblioteket 55.60057, 12.99424                                                                | k1280/036     | Vildsvinet                                                          |
| Marmorlyran                                                                                 | Staffan Nihlén                                            | 2007                                      |                                                             | Skulptur - Marmor                                                    | Hjalmar Gullbergsplats vid stadsbiblioteket på Kung Oskars väg 55.60058, 12.99289                  | k1280/036B    | Marmorlyran                                                         |
| Liggende pige                                                                               | Gerhard Henning                                           | 1961                                      |                                                             | Skulptur - Brons, granit                                             | Slottsparken, Lördagsplan 55.60141, 12.99081                                                       | k1280/037     | Fler bilder                                                         |
| Pegasus Även känd som: Människan och Pegasus                                                | Carl Milles                                               | 1950                                      |                                                             | Skulptur - Brons, granit                                             | Slottsparken, Linnéplatsen 55.60109, 12.98708                                                      | k1280/038     | Pegasus                                                             |
| Näckros                                                                                     | Lage Pergon                                               | 2010                                      |                                                             | Ljud & ljus - Glasfiber och belysning                                | Pildammsparken 55.59315, 12.99221                                                                  | k1280/038B    | Näckros                                                             |
| Pojke med gäss                                                                              | Thomas Qvarsebo                                           | 1978                                      |                                                             | Skulptur - Brons                                                     | Slottsparken, Stora Slottsdammen 55.60235, 12.98729                                                | k1280/039     | Pojke med gäss                                                      |
| Gustaf Rydberg                                                                              | Sven Andersson                                            | 1934                                      | Byst över Gustaf Rydberg                                    | Porträtt - Brons, granit                                             | Kungsparken, vid bron till Slottsträdgården 55.60323, 12.98984                                     | k1280/040     | Gustaf Rydberg                                                      |
| Passage                                                                                     | Kenneth Johansson                                         | 2007                                      |                                                             | Skulptur - Sten, diabas                                              | Japanska trädgården i Slottsträdgården 55.60354, 12.98649                                          | k1280/040B    | Passage                                                             |
| Konsul Anders Caspar Holm                                                                   | Sven Andersson                                            | 1916                                      | Byst över konsul Anders Caspar Holm                         | Porträtt - Brons, granit                                             | Kungsparken, vid lekplatsen 55.60247, 12.99088                                                     | k1280/041     | Konsul Anders Caspar Holm                                           |
| Gjutjärnsfontän                                                                             | Okänd                                                     |                                           |                                                             | Fontän - Järn, granit                                                | Kungsparken 55.60327, 12.99225                                                                     | k1280/042     | Gjutjärnsfontän                                                     |
| Solrosen                                                                                    | Axel Ebbe                                                 | 1911                                      |                                                             | Skulptur - Brons, granit                                             | Kungsparken, norr om huvudentrén 55.6032, 12.99341                                                 | k1280/043     | Solrosen                                                            |
| Monogram                                                                                    | Märika Bark                                               | 2007                                      |                                                             | Minnesmärke - Svart och ljusgrå granit, brons                        | Infarten till Kasinot vid Slottsgatan 55.60296, 12.99415                                           | k1280/043B    | Monogram                                                            |
| Ormet                                                                                       | Monica Gora                                               | 1988                                      |                                                             | Fontän - Brons, granit                                               | Kungsparken, grottan 55.60379, 12.99235                                                            | k1280/044     | Ormet                                                               |
| Diana                                                                                       | Ernst Billgren                                            | 2009                                      |                                                             | Skulptur - brons, natursten                                          | Kungsparken 55.6044, 12.99274                                                                      | k1280/044B    | Diana                                                               |
| Frihetsfågel                                                                                | Yoshio Nakajima                                           | 1984                                      |                                                             | Skulptur - Granit                                                    | Malmöhus inre borggård 55.60482, 12.98703                                                          | k1280/045     | Frihetsfågel                                                        |
| Utan titel (Kurtinsegment)                                                                  | Okänd                                                     | 2003                                      |                                                             | Minnesmärke - sten                                                   | Malmöhusvägen nära Slottsbron 55.6048, 12.9898                                                     | k1280/045c    | Utan titel (Kurtinsegment)                                          |
| Vågen av Östersjön                                                                          | Gunnel Frieberg                                           | 1983                                      |                                                             | Skulptur - Brons                                                     | Sjöfartsmuseet 55.6048, 12.98327                                                                   | k1280/046     | Vågen av Östersjön                                                  |
| Kanotisten                                                                                  | Carl-Bertil Widell                                        | 2007                                      |                                                             | Skulptur - Brons                                                     | vid infarten till Malmö Kanotklubb, Malmöhusvägen 55.60419, 12.98283                               | k1280/046B    | Fler bilder                                                         |
| Utan titel (Två ankare)                                                                     | Okänd                                                     |                                           |                                                             | Minnesmärke - Järn                                                   | Framför World maritime University på Citadellsvägen 55.6054, 12.98095                              | k1280/046c    | Utan titel (Två ankare)                                             |
| Ånghammare                                                                                  | Okänd                                                     | 1975                                      | maskindel                                                   | Skulptur - Järn                                                      | Kockum Fritid, vid kanalen 55.60871, 12.97514                                                      | k1280/047     | Fler bilder                                                         |
| Diamonds are Everywhere                                                                     | Sigurdur Gudmundsson                                      | 2001                                      |                                                             | Skulptur - Granit                                                    | Sundspromenaden i Västra hamnen 55.61132, 12.97223                                                 | k1280/048     | Diamonds are Everywhere                                             |
| Granitblock med stålklot och vattenränna                                                    | Tormod Sikkeland Eiwind Saxhaug                           | 2001                                      |                                                             | Fontän - Gnejs                                                       | Scaniaplatsen, Västra hamnen 55.61275, 12.97244                                                    | k1280/050     | Granitblock med stålklot och vattenränna                            |
| Glasbubblan                                                                                 | Monica Gora                                               | 2006                                      |                                                             | Skulptur - Glas, stål                                                | Scaniaplatsen i Västra hamnen 55.61287, 12.97277                                                   | k1280/050B    | Glasbubblan                                                         |
| Vattenfall                                                                                  | Kari Cavén                                                | 2001                                      |                                                             | Fasadkonst - Mässingskranar, klinker                                 | Propellergatan/Hamnbassängen, Västra hamnen 55.60978, 12.97609                                     | k1280/051     | Vattenfall                                                          |
| Ögat Även känd som: Topo                                                                    | Annika Svenbro Håkan Lundberg                             | 2012                                      |                                                             | Ljud & ljus - ljus                                                   | I muren där Lilla Varvsgatan korsar Ankarparken vid Turning Torso 55.61303, 12.97587               | k1280/052     | Ögat                                                                |
| Utan titel                                                                                  | Okänd                                                     | 2006                                      | Stapelbäddsparkens logotyp av skateboardåkaren Georg Lavman | Staty/Skulptur - järn                                                | Stapelbäddsparken i Västra hamnen 55.61379, 12.98349                                               | k1280/052C    | Utan titel                                                          |
| Ljudinstallation                                                                            | Bo Andersson Gunnar Ericson                               | 1999                                      |                                                             | Ljud & ljus - gräs, jord, ljudteknik                                 | Scaniaparken 55.61944, 12.97817                                                                    | k1280/053     |                                                                     |
| City Art gym                                                                                | Catarina Rolfsdotter-Jansson                              | 2011                                      |                                                             | Skulptur - Rostfritt stål                                            | Västra hamnen, Scaniaparken 55.61584, 12.97481                                                     | k1280/053B    | City Art gym                                                        |
| Utan titel                                                                                  | Lars Hammarström                                          | 1991                                      |                                                             | Skulptur - Plåt                                                      | Vid Kockum Fritid 55.60936, 12.97716                                                               | k1280/054     | Utan titel                                                          |
| Solens finger                                                                               | Marie Lindström                                           | 1991                                      |                                                             | Skulptur - Granit                                                    | Södra Förstadsgatan 21 55.59866, 13.00111                                                          | k1280/056     | Solens finger                                                       |
| Pompeiansk vägg                                                                             | Kenneth Croneland Per Löfgren                             | 2005                                      |                                                             | Fasadkonst - Monumental väggmålning                                  | Holmgången, S. Förstadsgatan 23 55.59832, 13.00103                                                 | k1280/056B    | Pompeiansk vägg                                                     |
| De fallna änglarnas brunn                                                                   | Kenneth Croneland Per Löfgren                             | 2004                                      |                                                             | Fontän - Aluminatbetong                                              | Holmgången, S. Förstadsgatan 23 55.59828, 13.00022                                                 | k1280/056C    | De fallna änglarnas brunn                                           |
| Granitkar med springvatten                                                                  | Tommy Nordström                                           | 1986                                      |                                                             | Fontän - Sten och vatten                                             | Holmgången, S. Förstadsgatan 23 55.59833, 13.00072                                                 | k1280/056D    | Granitkar med springvatten                                          |
| Utan titel                                                                                  | Holger M. Lundquist                                       | 1984                                      |                                                             | Fasadkonst - Väggmålning                                             | Holmgången 55.59837, 13.00015                                                                      | k1280/056E    |                                                                     |
| Skörd                                                                                       | Ivar Johnsson                                             | 1948                                      |                                                             | Skulptur - Brons, marmor                                             | Magistratparken 55.59677, 12.99806                                                                 | k1280/057     | Skörd                                                               |
| Spiraler/temalekplats                                                                       | Beatrice Hansson                                          | 2003                                      |                                                             | Skulptur - Rostfritt stål                                            | Magistratparken, lekplatsen 55.59569, 12.99819                                                     | k1280/058     | Spiraler/temalekplats                                               |
| Spårsken                                                                                    | Christian Partos                                          | 2010                                      |                                                             | Ljud & ljus - ljus- och ljudsekvenser                                | Citytunnelstation Triangeln, nere i stationsrummet (inomhus) 55.59443, 13.00046                    | k1280/058B    | Det är troligen inte ok att ladda upp en bild av detta konstverk    |
| Vardags Livets Mönster, Alla i en en i alla, Halo (södra uppgången) Lotus (norra uppgången) | Gunilla Klingberg                                         | 2010                                      |                                                             | Ljud & ljus - Ornamenterat golv, belysning mm                        | Station Triangelns bägge uppgångar (inomhus) 55.59442, 13.0004                                     | k1280/058C    | Det är troligen inte ok att ladda upp en bild av detta konstverk    |
| Treenighet                                                                                  | Bjørn Nørgaard                                            | 1999                                      |                                                             | Fontän - Brons, granit, kalksten, sandsten                           | Triangeln 55.59696, 13.00088                                                                       | k1280/059     | Treenighet                                                          |
| Hartrappan                                                                                  | Bianca Maria Barmen                                       | 1998                                      |                                                             | Skulptur - Brons, betong                                             | Södra Förstadsgatan 36-38 55.59745, 13.00135                                                       | k1280/060     | Hartrappan                                                          |
| Urnor                                                                                       | Juan Carlos Peirone                                       | 1991                                      |                                                             | Skulptur - Glasfiberarmerad plast och betong                         | Carl Gustavs väg 46 55.58991, 13.00503                                                             | k1280/061     | Urnor                                                               |
| Sillagumma                                                                                  | Gunnel Frieberg                                           | 1980                                      |                                                             | Skulptur - Brons                                                     | Södra Fisktorget 55.59081, 13.00589                                                                | k1280/062     | Sillagumma                                                          |
| I Zodiakens Tecken                                                                          | Walter Bengtsson                                          | 1989                                      |                                                             | Väggskulptur - Koppar, glas, ljus                                    | Föreningsgatan 15 55.59717, 13.00378                                                               | k1280/063     | I Zodiakens Tecken                                                  |
| Grävlingstrappan (vandaliserat 2014, ersatt av "Grävling på flykt")                         | Ernst Billgren/Björn Carnemalm                            | 1993/2015                                 |                                                             | Skulptur - Glasmosaik                                                | Monbijougatan 4 55.59537, 13.00816                                                                 | k1280/064     | Grävlingstrappan (vandaliserat 2014, ersatt av "Grävling på flykt") |
| Utan titel                                                                                  | S. Carlsson                                               | 1960                                      |                                                             | Relief - keramik                                                     | Friisgatan 18-20 55.59485, 13.00671                                                                | k1280/064b    |                                                                     |
| Arbetarhustru                                                                               | Elma Oijens                                               | 1989                                      |                                                             | Skulptur - Brons, granit                                             | Föreningsgatan 18 55.59714, 13.00543                                                               | k1280/065     | Arbetarhustru                                                       |
| Bladomlopp                                                                                  | Vassil Simittchiev                                        | 1985                                      |                                                             | Skulptur - Glasfiberarmerad plast, järn, ljus                        | Bron vid Stadshuset 55.59798, 13.00675                                                             | k1280/066     | Bladomlopp                                                          |
| På väg                                                                                      | Niklas Hellberg                                           | 1989                                      |                                                             | Fasadkonst - Målning                                                 | Tunneln under Föreningsgatan, vid Stadshuset 55.59805, 13.00659                                    | k1280/067     | På väg                                                              |
| Tjenare David                                                                               | Mauri Knuuti                                              | 1989                                      |                                                             | Fasadkonst - Målning                                                 | Tunneln under Föreningsgatan, vid Stadshuset 55.5982, 13.00674                                     | k1280/068     | Tjenare David                                                       |
| Brolyftaren                                                                                 | Johan Lünnér                                              | 1985                                      |                                                             | Skulptur - Granit                                                    | Tunneln under Föreningsgatan, vid Stadshuset 55.59807, 13.00656                                    | k1280/069     | Brolyftaren                                                         |
| Intervaller                                                                                 | Carl Magnus                                               | 1985                                      |                                                             | Skulptur - Corténstål                                                | August Palms plats, framför Stadshuset 55.59852, 13.00755                                          | k1280/070     | Intervaller                                                         |
| Kommunikation                                                                               | Bertil Wallien                                            | 1977                                      |                                                             | Fasadkonst - Koppar, järn                                            | Kaptensgatan 1 inne i entrén till Scandic Hotel City (inomhus) 55.60103, 13.00397                  | k1280/071     | Kommunikation                                                       |
| Utan titel                                                                                  | Holger M. Lundquist                                       |                                           |                                                             | Fasadkonst - Väggmålning                                             | 55.60032, 13.00422                                                                                 | k1280/071B    |                                                                     |
| Existens                                                                                    | Maria Hellström                                           | 1998                                      |                                                             | Betongrelief - Kopparplåt, texter i sandblästrad och förgylld betong | Kungsgatan, tunneln under Amiralsgatan 55.60072, 13.00705                                          | k1280/072     | Existens                                                            |
| Skulpturgrupp på vägg                                                                       | Helge Johansson                                           | 1961                                      |                                                             | Fasadkonst - Smide                                                   | Malmö Latinskolas annex 55.60204, 13.00734                                                         | k1280/073     |                                                                     |
| Skridskoåkande änglar                                                                       | Carl Milles                                               | 1951                                      |                                                             | Skulptur - Brons, granit                                             | gården Hjalmar Gullbergsgatan 1 (Skatteverket) 55.60336, 13.01254                                  | k1280/074     |                                                                     |
| Flora                                                                                       | Jonas Fröding                                             | 1936                                      |                                                             | Skulptur - Brons, granit                                             | Kungsgatan vid Malmö Latinskola, Floras hage 55.60134, 13.00941                                    | k1280/075     | Flora                                                               |
| Ängel och fåglar                                                                            | Axel Wallenberg                                           | 1958                                      |                                                             | Skulptur - Brons, granit                                             | S:t Pauli norra kyrkogård, Föreningsgatan 55.60147, 13.01607                                       | k1280/076     | Ängel och fåglar                                                    |
| Till minnet av krigets offer                                                                | Willy Gordon                                              | 1949                                      |                                                             | Minnesmärke - Brons, granit                                          | Judiska Begravningsplatsen, Föreningsgatan 46 55.60122, 13.01946                                   | k1280/077     | Till minnet av krigets offer                                        |
| Årstiderna                                                                                  | Thure Thörn                                               | 1974                                      |                                                             | Fontän - Brons, marmor                                               | Minneslunden S:t Pauli mellersta kyrkogård 55.59745, 13.01894                                      | k1280/078     | Årstiderna                                                          |
| S:t Mikael                                                                                  | Carl Johan Dyverman                                       | 1987                                      |                                                             | Skulptur - Betong                                                    | S:t Pauli mellersta kyrkogård 55.59862, 13.01869                                                   | k1280/079     | S:t Mikael                                                          |
| Accumulage                                                                                  | Arne Jones                                                | 1968                                      |                                                             | Skulptur - Brons, granit                                             | Malmö Östra Sjukhus, Östra Farmvägen 1 55.60125, 13.02927                                          | k1280/080     | Accumulage                                                          |
| Mellanrummet mellan Yin och Yang                                                            | Carl Fredrik Reuterswärd                                  | 1991                                      |                                                             | Skulptur - Brons, granit                                             | Nobelvägen 66 55.5983, 13.02411                                                                    | k1280/081     | Mellanrummet mellan Yin och Yang                                    |
| Brunnskar                                                                                   | Alfred Arwidius                                           | 1914                                      |                                                             | Fontän - Porfyrit                                                    | Drottningtorget 55.60829, 13.00993                                                                 | k1280/082     | Brunnskar                                                           |
| Vattenho                                                                                    | Okänd                                                     |                                           |                                                             | Skulptur - Granit, gjutjärn                                          | Drottningtorget 55.60819, 13.00951                                                                 | k1280/083     | Vattenho                                                            |
| Den trånga porten till friheten                                                             | Solveyg Schafferer                                        | 2007                                      |                                                             | Minnesmärke - Granit                                                 | Värnhemstorget 55.60532, 13.02315                                                                  | k1280/084B    | Den trånga porten till friheten                                     |
| Kommunikation människor emellan                                                             | Jörgen Fogelquist                                         | 1975                                      |                                                             | Skulptur - Järn                                                      | Borrgatan 55 55.6232, 13.04478                                                                     | k1280/086     | Kommunikation människor emellan                                     |
| Kollämpare under arbete                                                                     | Bertil Nyström                                            | 1969                                      |                                                             | Skulptur - Brons, granit                                             | Hamnparken 55.61642, 12.9966                                                                       | k1280/087     | Kollämpare under arbete                                             |
| Utan titel                                                                                  | Alexius Huber                                             | 1989                                      |                                                             | Fasadkonst - ädelstål                                                | Kronborgsvägen 18 55.59249, 12.98565                                                               | k1280/111B    | Utan titel                                                          |
| utan titel                                                                                  | Jens Evald Hansen                                         |                                           |                                                             | Fasadkonst - Röd emalj                                               | Kronborgsvägen 20 55.59195, 12.98451                                                               | k1280/111C    | utan titel                                                          |
| Ljusrugg                                                                                    | Christian Sandell                                         | 2011                                      |                                                             | Ljud & ljus - Plast och ledbelysning                                 | Öresundsparken i dammarna 55.60418, 12.97676                                                       | k1280/119B    | Ljusrugg                                                            |
| Idrottens hall of fame                                                                      | Caroline Mårtensson                                       | 2009                                      |                                                             | Minnesmärke - plattor på mark                                        | Stadiontorget 55.58482, 12.98851                                                                   | k1280/152B    | Idrottens hall of fame                                              |
| Way to Go                                                                                   | Åsa Maria Bengtsson                                       | 2014 och 2018 (komplettering)             | Skor till minne av artister med Malmöanknytning.            | Skulptur - Granit, brons, ljusprojektion                             | Davidhallsbron 55.60093, 12.99943                                                                  | k1280/024B    | Way to Go                                                           |
| Utan titel                                                                                  | Ebba Matz                                                 | 2013                                      |                                                             | Skulptur                                                             | Konsthallstorget, S:t Johannesgatan 7 55.59522, 12.99872                                           | k1280/058d    | Utan titel                                                          |
| Tacksamhetens monument Även känd som: Polen tackar sina svenska vänner                      | Antonio Pasqillini                                        | 2014                                      |                                                             | Skulptur - marmor, diabas                                            | Malmöhusvägen i kanten på Slottsparken nära Malmöhus slott 55.605, 12.98517                        | k1280/46D     | Tacksamhetens monument                                              |
| Tegelskulpturer                                                                             | Okänd                                                     | 1310-tal                                  |                                                             | tegel                                                                | S:t Petri kyrka, koromgången 55.607, 13.0038                                                       | UGC/1119      | Tegelskulpturer                                                     |
| Krämarekapellskulpturerna                                                                   | Okänd                                                     | 1460-tal (direktavgjutningar av original) |                                                             | kritsten                                                             | S:t Petri kyrka, Krämarekapellet 55.607, 13.0027                                                   | UGC/1120      | Krämarekapellskulpturerna                                           |
| Rosenvingeska stentavlan                                                                    | Okänd                                                     | 1520-tal                                  |                                                             | kritsten                                                             | Rosenvingeska huset 55.6068, 12.9979                                                               | UGC/1121      | Rosenvingeska stentavlan                                            |
| Lejonskulptur                                                                               | Okänd                                                     | 1533                                      |                                                             | kritsten                                                             | Gleerupska huset, Västergatan 55.6071, 12.9993                                                     | UGC/1122      | Lejonskulptur                                                       |
| Drömskepp                                                                                   | Truls Melin                                               | 2006                                      |                                                             | Skulptur - aluminium                                                 | i entrén till CRC (Clinical Research Center), Södra Förstadsgatan 101 (inomhus) koordinater saknas | SKB/SK19764   | Det är troligen inte ok att ladda upp en bild av detta konstverk    |
| Patterns of failure                                                                         | Sirous Namazi                                             | 2006                                      |                                                             | Skulptur - glasfiberarmerad polyester                                | Ljushallen i Orkanen, Malmö högskola (inomhus) koordinater saknas                                  | SKB/SKB-19773 | Det är troligen inte ok att ladda upp en bild av detta konstverk    |
| Idealmodell                                                                                 | Axel Lieber                                               | 1998                                      |                                                             | Skulptur                                                             | Malmö Högskola koordinater saknas                                                                  | SKB/SKB-224   |                                                                     |
| Där Även känd som: Dare                                                                     | Monika Larsen Dennis                                      | 1999                                      |                                                             | Skulptur                                                             | hörsal i Malmö Högskola (inomhus) koordinater saknas                                               | SKB/SKB-250   | Det är troligen inte ok att ladda upp en bild av detta konstverk    |
| Ett vattenhem                                                                               | Meta Isaeus-Berlin                                        | 2001                                      | Utställningspaviljong vid entrépromenaden på Bo01           | Installation                                                         | Bo01 koordinater saknas                                                                            | SKB/SKB-357   |                                                                     |
| The New City Markers                                                                        | Allan McCollum                                            | 2002                                      |                                                             | Övrigt                                                               | Västra Hamnen (flera platser) koordinater saknas                                                   | SKB/SKB-367   |                                                                     |
| Nadazero, Echo & Rendezvous                                                                 | David Svensson                                            | 2014                                      |                                                             | Övrigt                                                               | Slussplan, Malmö koordinater saknas                                                                |               | Nadazero, Echo & Rendezvous                                         |
| Utblick Insikt                                                                              | Pål Svensson                                              |                                           |                                                             |                                                                      | Posthusplatsen koordinater saknas                                                                  |               |                                                                     |

## Västra innerstaden
| Titel                                      | Konstnär(er)               | Årtal | Beskrivning                | Typ - material                               | Plats Koordinater                                                                  | ID         | Bild                                       |
| ------------------------------------------ | -------------------------- | ----- | -------------------------- | -------------------------------------------- | ---------------------------------------------------------------------------------- | ---------- | ------------------------------------------ |
| Tragos                                     | Nils Sjögren               | 1953  |                            | Fontän - Brons, kalksten                     | Malmö Opera och Musikteater, Fersens väg 55.5966, 12.99652                         | k1280/088  | Fler bilder                                |
| Filmen 100 år                              | Christer Bording           | 1996  |                            | Minnesmärke - Granit                         | Pilstorpsparken 55.59756, 12.99444                                                 | k1280/089  | Filmen 100 år                              |
| Vingen                                     | Carl Fredrik Reuterswärd   | 1987  |                            | Skulptur - Granit                            | Roskildevägen 1 B 55.59641, 12.99426                                               | k1280/090  | Vingen                                     |
| Pehr Henrik Ling (1776–1839)               | Anders Jönsson             | 1914  | byst över Pehr Henrik Ling | Porträtt - Granit                            | Gamla Idrottsplatsen, Pildammsvägen 55.59507, 12.99721                             | k1280/091  | Pehr Henrik Ling (1776–1839)               |
| Carl Frick (1863 –1924)                    | Axel Ebbe                  | 1926  | byst över Carl Frick       | Porträtt - Brons                             | Gamla Idrottsplatsen, Pildammsvägen 55.5947, 12.99721                              | k1280/092  | Carl Frick (1863 –1924)                    |
| Le fruit Rouge                             | Axel Nordell               | 1972  |                            | Lekskulptur - Glasfiberplast                 | Pildammsparken, lekplatsen 55.59314, 12.99458                                      | k1280/093  | Le fruit Rouge                             |
| Strykjärnet                                | Hiroshi Koyama             | 1988  |                            | Skulptur - Granit, järn                      | Pildammsparken 55.59259, 12.99408                                                  | k1280/094  | Strykjärnet                                |
| Galatea                                    | Nils Möllerberg            | 1938  |                            | Skulptur - Brons, granit                     | Galateas hage i Pildammsparken 55.59257, 12.993                                    | k1280/095  | Galatea                                    |
| Vattentrappa                               | Leif Ringsbo               | 1985  |                            | Fontän/Lekskulptur - Betong, granit          | Pildammsparken, Baltiska vägen 55.59184, 12.99372                                  | k1280/096  | Vattentrappa                               |
| Tidens Genius                              | Ivar Johnsson              | 1929  |                            | Minnesmärke - Granit                         | Pildammsparken, Baltiska vägen 55.59098, 12.99211                                  | k1280/097  | Fler bilder                                |
| Kastanj                                    | Bertil Nilsson             | 1988  |                            | Skulptur - Granit                            | Pildammsparken, öster om kronprinsessan Margaretas blomstergata 55.58913, 12.99334 | k1280/098  | Kastanj                                    |
| Margaretaflickan                           | Greta von Braun Giesenfeld | 1964  |                            | Skulptur - Brons, granit                     | Pildammsparken, Margaretapaviljongen 55.5888, 12.99309                             | k1280/099  | Fler bilder                                |
| Fontän                                     | Britt Berntsson            | 1993  |                            | Fontän - Gjutjärn, kalksten                  | Pildammsparken, Drottning Silvias rosenträdgård 55.58913, 12.99241                 | k1280/100  | Fontän                                     |
| Ekotemplet                                 | Ferdinand Boberg           | 1914  |                            | Skulptur - Granit                            | Pildammsparken, Margaretavägen/Baltiska vägen 55.59108, 12.99084                   | k1280/101  | Ekotemplet                                 |
| Brunnskar                                  | Ferdinand Boberg           | 1914  |                            | Skulptur - Granit                            | Pildammsparken, Baltiska vägen 55.59046, 12.99094                                  | k1280/102  | Brunnskar                                  |
| Jimmys                                     | Monica Gora                | 1997  |                            | Skulptur - Glasfiberarmerad plast            | Pildammsparken, Margaretavägen 55.59134, 12.98966                                  | k1280/103  | Jimmys                                     |
| Kota                                       | Rune Säll                  | 1988  |                            | Skulptur - Brons, järn                       | Roskildevägen 29 A 55.59158, 12.98573                                              | k1280/104  | Kota                                       |
| Uppnått mål                                | Fred Åberg                 | 1988  |                            | Skulptur - Brons, rostfritt stål             | Roskildevägen 27 H 55.59209, 12.9858                                               | k1280/105  | Uppnått mål                                |
| Systrarna                                  | Stig Blomberg              | 1949  |                            | Skulptur - Brons                             | Roskildevägen 17 55.59319, 12.98941                                                | k1280/106  | Systrarna                                  |
| Behag                                      | Anders Olsson              | 1930  |                            | Skulptur - Brons                             | Ribevägen 1 D 55.59155, 12.98495                                                   | k1280/107  | Behag                                      |
| Pomona                                     | Eric Grate                 | 1925  |                            | Skulptur - Brons, granit                     | Roskildevägen 7 55.59475, 12.9925                                                  | k1280/108  | Pomona                                     |
| Flicka med kattungar                       | Ivar Ålenius-Björk         | 1958  |                            | Skulptur - Brons, granit                     | Dammfriskolans entré 55.59174, 12.98115                                            | k1280/109  | Flicka med kattungar                       |
| Keramikreliefer                            | Thure Thörn                | 1952  |                            | Fasadkonst - keramikreliefer                 | Korsörvägen 23 A och B 55.59284, 12.97634                                          | k1280/109B | Keramikreliefer                            |
| Livet på en pinne                          | Bie Norling                | 2005  |                            | Fontän - brons                               | Korsörvägen 3 55.59284, 12.98263                                                   | k1280/109C | Livet på en pinne                          |
| Keramikfigurer                             | Thure Thörn                | 1955  |                            | Fasadkonst                                   | Kronborgsvägen 7 55.5939, 12.98787                                                 | k1280/109f | Keramikfigurer                             |
| Säcklöpningen                              | Torolf Engström            | 1964  |                            | Väggskulptur - Brons                         | Kronborgsskolans entré 55.59323, 12.98734                                          | k1280/110  | Säcklöpningen                              |
| Sagoskeppet                                | Elma Oijens                | 1968  |                            | Väggskulptur - Brons                         | Köpenhamnsvägen 2 (på baksidan av huset) 55.59322, 12.98661                        | k1280/111  | Sagoskeppet                                |
| Utomhussymfoni                             | Elsa Björk-Liselius        | 1964  |                            | Fasadkonst - Kosta glasplattor och natursten | Köpenhamnsvägen 2 55.59337, 12.98632                                               | k1280/111D | Utomhussymfoni                             |
| Apokalypsens ryttare                       | Bjørn Nørgaard             | 1994  |                            | Skulptur - Brons                             | Fågelbacksgatan 4-6 55.59686, 12.98872                                             | k1280/112  | Apokalypsens ryttare                       |
| Styrt vatten                               | Klas Anshelm               | 1965  |                            | Fontän - Glas, betong                        | Carl Gustavs väg 1 55.59872, 12.98767                                              | k1280/113  | Styrt vatten                               |
| Treklang                                   | Bertil Gadö                | 1986  |                            | Skulptur - Rostfritt stål                    | Carl Gustavs väg 4 55.59815, 12.98932                                              | k1280/114  | Treklang                                   |
| En pojke                                   | Sten Ericson               | 1956  |                            | Skulptur - Brons                             | Edward Lindalsgatan 19 55.59421, 12.98743                                          | k1280/117  | En pojke                                   |
| Kvinnotorso                                | Arwid Karlsson             | 1939  |                            | Skulptur - Betong                            | Tessins väg/Petersborgsvägen 55.60363, 12.98061                                    | k1280/118  | Kvinnotorso                                |
| Vinden                                     | John Lundkvist             | 1959  |                            | Skulptur - Brons, granit                     | Öresundsparken 55.60376, 12.97424                                                  | k1280/119  | Vinden                                     |
| Drakrygg                                   | Birre Skoglund             | 2001  |                            | Skulptur - Granit                            | Ribersborg, vid bron över kanalen till Kockum Fritid 55.60898, 12.97327            | k1280/120  | Drakrygg                                   |
| Farväl till de sju haven                   | Gareth Lewis               | 1989  |                            | Skulptur - Ankarklys, järn                   | Ribersborg, hundrastplatsen 55.60753, 12.97264                                     | k1280/121  | Farväl till de sju haven                   |
| På vakt                                    | Jonas Fröding              | 1959  |                            | Minnesmärke - Granit                         | Ribersborg 55.60501, 12.97662                                                      | k1280/122  | Fler bilder                                |
| Utan titel                                 | Sivert Lindblom            | 2001  |                            | Skulptur - Brons                             | Potatisåkern, Limhamnsvägen/Köpenhamnsvägen 55.59714, 12.9571                      | k1280/123  | Utan titel                                 |
| Minnesmärke över Eric Sigfrid Persson      | Jan Bergfelt               | 2008  |                            | Minnesmärke - Murat tegel, brons             | Glyttängen mellan Erikslustvägen och Vikingagatan 55.59498, 12.96182               | k1280/123B | Minnesmärke över Eric Sigfrid Persson      |
| Flicka med orm                             | Anders Olsson              | 1957  |                            | Skulptur - Granit                            | Nils Forsbergs plats 55.59913, 12.98093                                            | k1280/124  | Flicka med orm                             |
| Passionsblomman                            | Thure Thörn                | 1963  |                            | Fontän - Brons, granit                       | Fridhemstorget 55.59878, 12.97127                                                  | k1280/125  | Passionsblomman                            |
| Minnessten. Första flygningen över Öresund | Okänd                      | 1970  |                            | Minnesmärke - Granit, brons                  | Limhamnsfältet 55.59538, 12.95193                                                  | k1280/126  | Minnessten. Första flygningen över Öresund |

## Södra innerstaden
| Titel                                          | Konstnär(er)              | Årtal | Beskrivning                   | Typ - material                                  | Plats Koordinater                                                                                                   | ID         | Bild                                 |
| ---------------------------------------------- | ------------------------- | ----- | ----------------------------- | ----------------------------------------------- | --- | ---------- | ------------------------------------ |
| Glädjebägare                                   | Karin Gullberg            | 1999  |                               | Fontän - Rostfritt stål, granit                 | Södervärns bussterminal 55.58828, 13.00794                                                                          | k1280/202  | Glädjebägare                         |
| Flicka med fågel                               | Ivar Johnsson             | 1963  |                               | Fontän - Förgylld brons, betong                 | Universitetsjukhuset MAS, vid gamla entrén mitt emot Ortopediska kliniken 55.58876, 13.00444                        | k1280/203  | Flicka med fågel                     |
| Hälsokällan                                    | Anders Olsson             | 1914  |                               | Skulptur - Brons, granit                        | Universitetsjukhuset MAS, gamla entrén 55.58876, 13.00518                                                           | k1280/204  | Hälsokällan                          |
| Pluvius                                        | Thure Thörn               | 1970  |                               | Skulptur - Brons                                | Universitetsjukhuset MAS, Ortopediska klinikens gård 55.58818, 13.00371                                             | k1280/205  | Pluvius                              |
| Flickan och källan                             | Ivar Ålenius-Björk        | 1963  |                               | Skulptur - Brons, granit                        | Universitetssjukhuset MAS, mellan Ortopediska och Medicinska kliniken 55.58842, 13.00244                            | k1280/206  | Flickan och källan                   |
| Hjortkällan                                    | Thure Thörn               | 1956  |                               | Skulptur - Brons                                | Universitetssjukhuset MAS, ingång 94. Har tidigare stått mellan Kvinnokliniken och blodcentralen. 55.5873, 13.00407 | k1280/207  | Hjortkällan                          |
| Bärarmolekyl                                   | Willy Gordon              | 1980  |                               | Väggskulptur - Brons                            | Universitetsjukhuset MAS, Kirurgiska kliniken 55.58918, 13.00146                                                    | k1280/208  | Bärarmolekyl                         |
| Fritz Bauer                                    | Gunnar Lybeck             | 1959  | porträtthuvud av Fritz Bauer  | Porträtt - Brons, granit                        | Universitetssjukhuset MAS, Medicinska kliniken 55.58869, 13.00136                                                   | k1280/209  | Fritz Bauer                          |
| Ormen mot skyn                                 | Ebbe Sjölin               | 2003  |                               | Skulptur - Brons                                | Universitetsjukhuset MAS, vid apoteket 55.58926, 13.00118                                                           | k1280/210  | Ormen mot skyn                       |
| Gap                                            | Pål Svensson              | 2003  |                               | Fontän - Granit                                 | Universitetsjukhuset MAS, ingång 44 55.58921, 13.00084                                                              | k1280/211  | Gap                                  |
| Inför en ny värld                              | Gunnel Frieberg           | 1947  |                               | Skulptur - Granit                               | Universitetssjukhuset MAS vid Barnkliniken 55.58523, 13.00315                                                       | k1280/212  | Inför en ny värld                    |
| Utan titel                                     | Okänd                     | 1950  |                               | Fasadkonst - relief av puts på tegelvägg        | På fasad i kv. Bohus 5 vid Dalaplan, Trelleborgsvägen 1 55.58412, 13.00639                                          | k1280/212B |                                      |
| Den helige Kristoffer som bär Jesus            | Axel Wallenberg           | 1963  |                               | Skulptur - Brons, granit                        | Sankta Maria kyrka, Nobelvägen 20 55.5883, 13.01241                                                                 | k1280/214  | Den helige Kristoffer som bär Jesus  |
| Stenbock                                       | Stig Blomberg             | 1965  |                               | Skulptur - Brons, granit                        | Bangatan 4 55.58931, 13.0113                                                                                        | k1280/215  |                                      |
| Förstoringsglaset                              | Gustaf Nordahl            | 1953  |                               | Skulptur - Brons, granit                        | Entrén Sofielundsskolan, Rolfsgatan 8 55.58724, 13.01737                                                            | k1280/216  |                                      |
| Utan titel                                     | Mosaika                   | 2008  |                               | Fontän - mosaik                                 | Sevedsplan 55.58278, 13.01478                                                                                       | k1280/216B |                                      |
| Utan titel                                     | Mosaika                   | 2007  |                               | Fasadkonst                                      | Jespersgatan 13-15 nära Sevedsplan 55.58278, 13.01478                                                               | k1280/216C |                                      |
| De fyra elementen                              | Natascha Peña             | 2004  |                               | Fasadkonst - emalj                              | Sofielunds Folkets Hus, Rolfsgatan 16 55.58569, 13.01587                                                            | k1280/216D |                                      |
| Vattenranka                                    | Fred Åberg                | 1989  |                               | Fontän - Brons                                  | Baskemöllegatan 14 55.58996, 13.02715                                                                               | k1280/217  |                                      |
| Hommage á Axel Danielsson                      | Willy Gordon              | 1973  | Monument till Axel Danielsson | Skulptur - Brons                                | Olof Palmes plats 55.59153, 13.02046                                                                                | k1280/218  | Hommage á Axel Danielsson            |
| Björn som fångar lax                           | Ivan von Tourtchaninoff   | 1994  |                               | Fontän - Rostfritt stål, granit                 | Brantevikstorg 55.59078, 13.02925                                                                                   | k1280/219  | Björn som fångar lax                 |
| Pojke                                          | Lennart Källström         | 1961  |                               | Skulptur - Brons, granit                        | Stenkulaskolan, Östra Farmvägen 30 55.59354, 13.02905                                                               | k1280/220  | Pojke                                |
| Don Quijote                                    | Palle Pernevi             | 1957  |                               | Skulptur - Koppar, betong                       | Sorgenfrivägen 27 55.59579, 13.02423                                                                                | k1280/221  | Don Quijote                          |
| Gustav Möller (1884 –1970)                     | Ivar Johnsson             | 1952  | Byst över Gustav Möller       | Porträtt - Granit                               | Folkets park 55.59454, 13.01379                                                                                     | k1280/222  | Gustav Möller (1884 –1970)           |
| Rosen                                          | Jitka Svensson            | 2007  |                               | Fontän - Glasfiber                              | Folkets park innanför stora entrén vid Amiralsgatan/ Stora Parkgatan 55.59466, 13.01365                             | k1280/222B | Fler bilder                          |
| Per Albin Hansson (1885 –1946)                 | Per Emil Näsvall          | 1949  | Byst över Per Albin Hansson   | Porträtt - Granit                               | Folkets park 55.59424, 13.0139                                                                                      | k1280/223  | Per Albin Hansson (1885 –1946)       |
| Hjalmar Branting (1860 –1925)                  | Per Emil Näsvall          | 1949  | Byst över Hjalmar Branting    | Porträtt - Granit                               | Folkets park 55.59259, 13.01346                                                                                     | k1280/224  | Hjalmar Branting (1860 –1925)        |
| Axel Danielsson (1863 – 99)                    | Sven Andersson            | 1901  | Byst över Axel Danielsson     | Porträtt - Brons, granit                        | Folkets park 55.59248, 13.01299                                                                                     | k1280/225  | Axel Danielsson (1863 – 99)          |
| Utan titel                                     | Mosaika                   | 2008  |                               | Fasadkonst - mosaik                             | Folkets park på toalettens ytterfasad 55.59194, 13.01364                                                            | k1280/225B | Utan titel                           |
| Olof Palme (1927– 86)                          | Willy Gordon              | 1989  | Minnessten över Olof Palme    | Porträtt - Brons, granit                        | Folkets park 55.59294, 13.01307                                                                                     | k1280/226  | Olof Palme (1927– 86)                |
| Najaden                                        | Edvard Trulsson           | 1938  |                               | Fontän - Betong                                 | Folkets park 55.59269, 13.01284                                                                                     | k1280/227  | Najaden                              |
| Miko                                           | Carl-Bertil Widell        | 2014  |                               | Fontän - Brons                                  | Folkets park 55.59193, 13.01425                                                                                     | k1280/225c | Miko                                 |
| Bubbla                                         | Monica Gora               | 2004  |                               | Lekskulptur - Glasfiberarmerad plast            | Folkets park, lekplatsen 55.59182, 13.01401                                                                         | k1280/228  |                                      |
| Ljusparasiter                                  | Susanne Rönnertz          | 2004  |                               | Skulptur - Järn, fosforecerande färg, UV-ljus   | Folkets park, vid långa dammen 55.59312, 13.01262                                                                   | k1280/229  | Ljusparasiter                        |
| Blues tones                                    | Johan Moritz Bo Andersson | 2004  |                               | Skulptur - Granit, fluorescerande färg, UV-ljus | Falsterboplan mot Simrishamnsgatan 55.59043, 13.0151                                                                | k1280/230  | Blues tones                          |
| Insideout                                      | Johan Moritz Bo Andersson | 2004  |                               | Ljud & ljus - Stål och ledbelysning             | Rondellen Norra Parkgatan/Kristianstadsgatan 55.59208, 13.01164                                                     | k1280/231  | Insideout                            |
| Utan titel                                     | Carl-Harry Stålhane       | 1995  |                               | Fasadkonst - Övriga material                    | Nöjesteatern, Falsterbogatan 55.59436, 13.01563                                                                     | k1280/232  |                                      |
| Mårten                                         | Liss Eriksson             | 1970  |                               | Skulptur - Granit                               | Malleparken, Bergsgatan/Amiralsgatan 55.59769, 13.00999                                                             | k1280/233  | Mårten                               |
| Jag vill, jag kan, jag måste -Lyftet           | Fred Åberg                | 2009  |                               | Skulptur - Bronsskulptur                        | utanför ABFs hus på Spånehusvägen 47 55.59547, 13.01605                                                             | k1280/233b | Jag vill, jag kan, jag måste -Lyftet |
| Människor i arbete                             | Gunnar Nordborg           |       |                               | Fasadkonst - väggrelief                         | på ABFs hus på Spånehusvägen 47 55.59546, 13.01628                                                                  | k1280/233c | Människor i arbete                   |
| We All Face Loneliness Our Answer Is Community | Johan Lundin (konstnär)   |       |                               | Fasadkonst - Ljusinstallation                   | Spånehusvägen 83 55.59393, 13.02399                                                                                 | UGC/2546   |                                      |
| Gustav Möller (1884 –1970)                     | Thure Thörn               | 1955  | relief av Gustav Möller       | Porträtt - Brons                                | Södra Förstadsgatan/Möllevångsgatan 55.59345, 13.00476                                                              | k1280/234  | Gustav Möller (1884 –1970)           |
| Arbetets ära                                   | Axel Ebbe                 | 1930  |                               | Skulptur - Brons, granit                        | Möllevångstorget 55.59174, 13.0075                                                                                  | k1280/235  | Arbetets ära                         |
| Källan på Lugnet                               | Christer Bording          |       |                               | granit                                          | Lugnagatan koordinater saknas                                                                                       | UGC/1123   |                                      |

## Kirseberg
| Titel               | Konstnär(er)              | Årtal | Beskrivning | Typ - material                       | Plats Koordinater                                                                   | ID         | Bild                |
| ------------------- | ------------------------- | ----- | ----------- | ------------------------------------ | ----------------------------------------------------------------------------------- | ---------- | ------------------- |
| Det bevingade ordet | Staffan Nihlén            | 1998  |             | Skulptur - Marmor                    | Krusegatan 19 55.61769, 13.04722                                                    | k1280/258  | Det bevingade ordet |
| Havsvåg             | Staffan Nihlén            | 1972  |             | Skulptur - Plåt                      | Krusegatan 19 55.61788, 13.04732                                                    | k1280/259  | Havsvåg             |
| Öppenhet            | Staffan Nihlén            | 1974  |             | Skulptur - Plåt                      | Krusegatan 19 55.61767, 13.04694                                                    | k1280/260  | Öppenhet            |
| Hoppa bock          | Jean-Baptiste Leducq      | 1967  |             | Skulptur - Brons, granit             | Segevångsskolan, Segevångsgatan 4 55.61789, 13.05331                                | k1280/261  | Hoppa bock          |
| Voljär              | Olle Svanlund             | 1961  |             | Fasadkonst - mosaik                  | Segevångsgatan 1 55.61606, 13.04711                                                 | k1280/261B | Voljär              |
| Arkaisk form        | Veikko Keränen            | 1990  |             | Skulptur - Granit                    | Kronetorpsgatan 60 55.61599, 13.05314                                               | k1280/262  | Arkaisk form        |
| Livets källa        | Olle Blad                 | 1989  |             | Skulptur - Brons                     | Vattenverksvägen 48 55.60955, 13.0458                                               | k1280/263  | Livets källa        |
| Gefion              | Jens Evald Hansen         | 1985  |             | Skulptur - Koppar                    | Östra sjukhuset, vid infarten 55.61203, 13.05324                                    | k1280/264  | Gefion              |
| Moder med barn      | Thure Thörn               | 1989  |             | Skulptur - Brons, granit             | Vattenverksvägen 48 55.60916, 13.04559                                              | k1280/266  | Moder med barn      |
| Fontänskulptur      | Börje Lindberg            | 1989  |             | Fontän - Koppar                      | Vattenverksvägen 48 55.60917, 13.04634                                              | k1280/267  | Fontänskulptur      |
| Skulpturrelief      | Carl-Einar Andersson      | 1967  |             | Fasadkonst - Betong                  | Kirsebergs fritidsgård, Dalhemsgatan 5 55.61116, 13.04358                           | k1280/268  | Skulpturrelief      |
| Hjärtblad           | Eric Grate                | 1977  |             | Skulptur - Brons, granit             | Kirsebergs torg 55.60917, 13.03645                                                  | k1280/269  | Hjärtblad           |
| Lekande björnungar  | Anders Olsson             | 1958  |             | Skulptur - Granit                    | Kirsebergsskolans gård, Lundavägen 47 55.61132, 13.03715                            | k1280/270  | Lekande björnungar  |
| Minnessten          | Okänd                     | 1997  |             | Minnesmärke - Granit                 | Garnisonsparken 55.60825, 13.03411                                                  | k1280/271  | Minnessten          |
| Flygarmonument      | F10 Ängelholm (Utfört av) | 1980  |             | Minnesmärke - Rostfritt stål, granit | Före detta Bulltoftas Flygstation, på andra sidan Flygfältsvägen 55.59741, 13.05894 | k1280/272  | Flygarmonument      |
| Solur               | Gustav Malmström          | 1950  |             | Skulptur - Brons                     | Johanneslustgatan/Veberödsgatan 55.6023, 13.04884                                   | k1280/273  |                     |
| Kungstornen         | Helge Røed                | 1985  |             | Skulptur - Betong                    | Vattenverksvägen/Segemöllegatan 55.61028, 13.06343                                  | k1280/274  | Fler bilder         |

## Fosie
| Titel                            | Konstnär(er)                      | Årtal | Beskrivning | Typ - material                                      | Plats Koordinater                                                          | ID         | Bild                      |
| -------------------------------- | --------------------------------- | ----- | ----------- | --------------------------------------------------- | -------------------------------------------------------------------------- | ---------- | ------------------------- |
| Droppkrona                       | Christian Partos                  | 1994  |             | Fontän - Brons                                      | Augustenborgstorget 55.58072, 13.0246                                      | k1280/170  | Droppkrona                |
| Jätteödlan Augusta               | Gunnar Frieberg                   | 1991  |             | Lekskulptur - Betong                                | Augustenborgskolan, Ystadvägen 50 55.57904, 13.0232                        | k1280/171  | Fler bilder               |
| Människa och häst                | Asmund Arle                       | 1968  |             | Skulptur - Brons, granit                            | Almtorget 55.57696, 13.02352                                               | k1280/172  | Människa och häst         |
| Karin                            | Arthur Johansson                  | 1962  |             | Skulptur - Brons, granit                            | Ärenprisgatan 22 55.57697, 13.02272                                        | k1280/173  |                           |
| Kultplats                        | Walter Bengtsson                  | 1967  |             | Skulptur - Brons                                    | Munkhättegatan 22 55.57644, 13.017                                         | k1280/174  | Kultplats                 |
| Mor och barn                     | Lennart Källström                 | 1965  |             | Skulptur - Brons, granit                            | Heleneholmsskolan, Munkhättegatan 1 55.57896, 13.01921                     | k1280/175  | Mor och barn              |
| Tjäderspel                       | Inga Bagge                        | 1966  |             | Skulptur - Brons, betong                            | Munkhättegatan 3 55.57858, 13.0181                                         | k1280/176  | Tjäderspel                |
| Inkaprinsessa                    | Torsten Fridh                     | 1967  |             | Skulptur - Granit                                   | Nydalatorget 55.57348, 13.02035                                            | k1280/177  | Inkaprinsessa             |
| Vattentrappa                     | Birre Skoglund                    | 1991  |             | Fontän - Granit, betong                             | Nydalatorget 55.57337, 13.02026                                            | k1280/178  | Vattentrappa              |
| Mytologisk strid                 | Bertil Gadö                       | 1964  |             | Väggskulptur - Hamrat järn, brons, silver           | Nydalatorget 55.57312, 13.01995                                            | k1280/179  | Mytologisk strid          |
| Flicka med boll                  | Arthur Johansson                  | 1964  |             | Skulptur - Brons                                    | Lektorsgången 5 55.57379, 13.01617                                         | k1280/180  | Flicka med boll           |
| Harmoni                          | Henry W. Hallberg                 | 1990  |             | Skulptur - Brons, granit                            | Kollegiegatan 9 55.57146, 13.01992                                         | k1280/181  | Harmoni                   |
| Duvor                            | Henry W. Hallberg                 | 1990  |             | Skulptur - Brons, granit                            | Kollegiegatan 1 55.57105, 13.02214                                         | k1280/182  | Duvor                     |
| Gåsen                            | Edvin Öhrström                    | 1965  |             | Skulptur - Brons, granit                            | Nydalaskolan, Kollegiegatan 11 55.57088, 13.01809                          | k1280/183  | Gåsen                     |
| Urtidsmänniskor II               | Alf Olsson                        | 1966  |             | Skulptur - Granit                                   | Eriksfältsgatan 100, Gullviksborg, Gubbabacken 55.56707, 13.02484          | k1280/184  | Urtidsmänniskor II        |
| Tackling                         | Thure Thörn                       | 1969  |             | Skulptur - Brons                                    | Hermodsdalsskolan, Eriksfältsgatan 99 55.56714, 13.01881                   | k1280/185  | Tackling                  |
| Pilallén I                       | Hermine Bjerke                    | 1971  |             | Skulptur - Betong                                   | Kantatgatan 1 55.56049, 13.02066                                           | k1280/186  | Pilallén I                |
| Pilallén II                      | Hermine Bjerke                    | 1971  |             | Skulptur - Betong                                   | Kantatgatan 2 55.56088, 13.02052                                           | k1280/187  | Pilallén II               |
| Pilallén III                     | Hermine Bjerke                    | 1971  |             | Skulptur - Betong                                   | Kantatgatan 4 55.56086, 13.02058                                           | k1280/188  | Pilallén III              |
| Pärlfiskarens dröm               | Per Lövgren                       | 1988  |             | Skulptur - Koppar, betong                           | Lövsångaregatan 30 55.57255, 13.00776                                      | k1280/189  | Pärlfiskarens dröm        |
| Treklang                         | Gunnel Frieberg                   | 1974  |             | Skulptur - Brons, betong                            | Ormvråksgatan 12 55.56502, 13.01203                                        | k1280/190  |                           |
| Födelse i rymden                 | Karin Norelius                    | 1974  |             | Skulptur - Brons, betong                            | Fosietorpsparken 55.56681, 13.007                                          | k1280/191  | Födelse i rymden          |
| Mor och barn                     | Willy Gordon                      | 1964  |             | Skulptur - Brons, granit                            | Söderkullatorget 55.57044, 13.00936                                        | k1280/192  | Mor och barn              |
| Nibelungskatten                  | Owe Wessborn                      | 1968  |             | Fasadkonst - Glasmosaik                             | Baksidan av affärscentret, Tornfalksgatan 55.56737, 13.0105                | k1280/193  |                           |
| Evigt gyllne sol densamma        | Rune Karlzon                      | 1975  |             | Skulptur - Brons, rostfritt stål, aluminium, granit | Södra Gulsparvsgatan 26 55.56957, 13.00665                                 | k1280/194  | Evigt gyllne sol densamma |
| Panter                           | Tove Persson                      | 1970  |             | Skulptur - Betong                                   | Södra Gulsparvsgatan 26 55.57001, 13.00601                                 | k1280/195  | Panter                    |
| Flicka på gås                    | A. Olin                           | 1919  |             | Skulptur - Betong                                   | Berguvsgatan 4 55.57049, 13.00808                                          | k1280/196  | Flicka på gås             |
| Dimman                           | Stig Blomberg                     | 1972  |             | Fontän - Brons, betong                              | Serenadgatan 60 55.56159, 13.01152                                         | k1280/197  | Dimman                    |
| Evolution                        | Willy Gordon                      | 1972  |             | Skulptur - Brons                                    | Lindängsstigen, Kantatgatan 72 55.55949, 13.01617                          | k1280/198  | Evolution                 |
| Vägen för och genom A            | Jörgen Fogelquist                 | 1974  |             | Skulptur - Järn                                     | Lindängeskolan, Munkhättegatan 151 55.5577, 13.0129                        | k1280/199  | Vägen för och genom A     |
| Serieteckningskonst              | Jimmy Wallin Johanna Kristiansson | 2013  |             | Fasadkonst - fasadmålning på plåt                   | Gång- och cykeltunnel under Munkhättegatan 55.55868, 13.01286              | k1280/199b |                           |
| Färden                           | Fred Åberg                        | 1979  |             | Skulptur - Brons                                    | Minneslunden, Fosie kyrkogård 55.56233, 13.02608                           | k1280/200  | Färden                    |
| Sektorns mekanik, Sektorns volym | Bertil Herlow Svensson            | 1984  |             | Skulptur - Aluminiumrör                             | Boplatsgatan 9 55.56146, 13.06013                                          | k1280/201  |                           |
| Källan                           | Carl-Gustaf Ekberg                | 2007  |             | fontän - granit                                     | Heliga Trefaldighetskyrkan, Trelleborgsvägen/Stadiongatan 55.5783, 13.0058 | UGC/1124   | Källan                    |

## Husie
| Titel                | Konstnär(er)        | Årtal | Beskrivning                                                            | Typ - material             | Plats Koordinater                                                                              | ID         | Bild                 |
| -------------------- | ------------------- | ----- | ---------------------------------------------------------------------- | -------------------------- | ---------------------------------------------------------------------------------------------- | ---------- | -------------------- |
| Farbror polis        | Rolf Kristoffersson | 1993  |                                                                        | Skulptur - Koppar          | Polishuset i Toftanäs, Vevaxelgatan (innanför staket) 55.6022, 13.0959                         | k1280/084  |                      |
| Rymdskott            | Stig Carlsson       | 1972  |                                                                        | Skulptur - Keramik, betong | Almgården, Agnesfridsvägen 55.57799, 13.06097                                                  | k1280/275  | Rymdskott            |
| Pegasus med sitt hov | Aline Magnusson     | 2005  | Konstverket är 15 långt med sju galopperande hästar i naturlig storlek | Skulptur - Brons, granit   | Coop Forum, Jägersro Center 55.57107, 13.05795                                                 | k1280/276  | Pegasus med sitt hov |
| Sarons lilja         | Annika Svenbro      | 1999  |                                                                        | Skulptur - Brons           | Småfolksgatan 41 55.582, 13.08039                                                              | k1280/277  | Sarons lilja         |
| Bondgårdsdjur        | Bengt Johansson     | 2003  |                                                                        | Skulptur - Furu, lack      | Videdalsparken Västra på lekplatsen, mellan Ripvidegatan och Videdalsstigen 55.58966, 13.06584 | k1280/277B |                      |
| Spiran               | Annika Svenbro      | 1999  |                                                                        | Skulptur - Brons           | Småfolksgatan 37 55.58205, 13.07951                                                            | k1280/278  | Spiran               |
| Spejare              | Annika Svenbro      | 1999  |                                                                        | Fasadkonst - Brons         | Småfolksgatan 43 55.58184, 13.07972                                                            | k1280/279  | Spejare              |
| Livsträdet           | Per-Erik Willö      | 1984  |                                                                        | Fontän - Brons, granit     | Minneslunden, Västra Skrävlinge kyrkogård 55.58019, 13.05608                                   | k1280/280  | Livsträdet           |
| Husie Spira          | Per-Erik Willö      | 2012  |                                                                        | fontän - brons             | Kvarteret Draken, Husie 55.5959, 13.0058                                                       | UGC/1125   | Husie Spira          |

## Hyllie
| Titel                          | Konstnär(er)                      | Årtal | Beskrivning                   | Typ - material                                  | Plats Koordinater                                                                                   | ID         | Bild                           |
| ------------------------------ | --------------------------------- | ----- | ----------------------------- | ----------------------------------------------- | --------------------------------------------------------------------------------------------------- | ---------- | ------------------------------ |
| COMA:F 724 SERIES              | The 2003 Recon/De-Con group       | 2003  |                               | Skulptur - Betong och armering                  | Svågertorps terminal 55.54824, 12.9904                                                              | k1280/131B |                                |
| I rena glädjen                 | Barbro Bäckström                  | 1975  |                               | Skulptur - Brons, granit                        | Kulladalsgatan 22 55.57079, 13.00191                                                                | k1280/142  | I rena glädjen                 |
| Samtal                         | Bjarne Andersson                  | 1968  |                               | Skulptur - Granit                               | Kulladals torg 55.57213, 13.00192                                                                   | k1280/143  | Samtal                         |
| Per Albin Hansson (1885 –1946) | Thure Johansson                   | 1967  | byst av Per Albin Hansson     | Porträtt - Brons, granit                        | Per Albin Hanssons väg 91 55.57307, 12.99824                                                        | k1280/144  | Per Albin Hansson (1885 –1946) |
| Scaramouche                    | Giorgios 'Jorgo' Krallis          | 1990  |                               | Skulptur - Rostfritt stål, emalj                | Grönområdet mellan husen på Blekingsborg 55.57795, 13.00298                                         | k1280/145  |                                |
| Dansen                         | Stig Blomberg                     | 1967  |                               | Skulptur - Brons, granit                        | Arkitektgatan 31 55.57977, 12.99544                                                                 | k1280/146  | Dansen                         |
| Pojke lyftande sten            | Wive Larsson                      | 1974  |                               | Skulptur - Brons, granit                        | Albinsrogatan 24 55.58178, 12.9953                                                                  | k1280/147  | Pojke lyftande sten            |
| Akrobaterna                    | Karin Norelius                    | 1966  |                               | Skulptur - Brons                                | Annebergsgatan 9 55.58588, 12.99642                                                                 | k1280/148  | Akrobaterna                    |
| Spindelnät                     | Johan Moritz Bo Andersson         | 2003  |                               | Ljud & ljus - Aluminium, stål, belyst flagglina | Rondellen John Ericssons väg/Pildammsvägen 55.58654, 12.99913                                       | k1280/149  | Spindelnät                     |
| Fjärde relationen              | Marie Lindström                   | 1989  |                               | Skulptur - Granit                               | Albinsrogatan 3 55.58239, 12.99691                                                                  | k1280/150  | Fjärde relationen              |
| Erik Persson (1898 –1984)      | Arne Jones                        | 1975  | porträtthuvud av Eric Persson | Porträtt - Brons, granit                        | Swedbank Stadion 55.58527, 12.98883                                                                 | k1280/151  | Erik Persson (1898 –1984)      |
| Utan titel                     | CO Hultén                         | 1958  |                               | Fasadkonst - Målning i plastfärg på betong      | Malmö Stadion, södra ingången 55.58537, 12.98851                                                    | k1280/152  |                                |
| Laxtrappan                     | Einar Nettelbladt                 | 1960  |                               | Fontän - Mosaik                                 | Lorensborgstorget 55.58831, 12.9837                                                                 | k1280/153a | Laxtrappan                     |
| Glada laxen                    | Carl-Bertil Widell                | 1997  |                               | Skulptur - Smide                                | vid Laxtrappan, Lorensborgstorget 55.58833, 12.98361                                                | k1280/153b | Glada laxen                    |
| Sfär                           | Arne Jones                        | 1961  |                               | Skulptur - Brons, granit                        | Lorensborgsgatan/Vendelsfridsgatan 55.58459, 12.98121                                               | k1280/154  | Sfär                           |
| Engelsk bulldogg               | Edvin Öhrström                    | 1959  |                               | Skulptur - Brons, granit                        | Lorensborgsgatan 4 55.58784, 12.98348                                                               | k1280/155  | Engelsk bulldogg               |
| Mor och barn                   | Stig Blomberg                     | 1963  |                               | Skulptur - Brons, granit                        | Vendelsfridsgatan 11–13 55.5858, 12.97912                                                           | k1280/156  | Mor och barn                   |
| Arc                            | Sten Ove Persson                  | 1993  |                               | Skulptur - Betong                               | Lorensborgsgatan mellan Ärthomsvägen och Stadiongatan 55.58213, 12.97853                            | k1280/157  | Arc                            |
| Vänner                         | Viktor Praznik                    | 1984  |                               | Skulptur - Brons, granit                        | Mobäcksgatan 25 55.57712, 12.97757                                                                  | k1280/158  | Vänner                         |
| Pojke                          | Arthur Johansson                  | 1966  |                               | Skulptur - Brons, granit                        | Mobäcksgatan 11 55.57793, 12.97583                                                                  | k1280/159  | Pojke                          |
| Två kvinnor                    | Hassan Heshmat                    | 1975  |                               | Skulptur - Brons, granit                        | Mobäcksgatan 11–25 55.57797, 12.97677                                                               | k1280/161  | Två kvinnor                    |
| Vilddjur                       | Thure Thörn                       | 1969  |                               | Lekskulpturer - Betong                          | Sörbäcksgatan 22-32 (Vilddjur I) och Hyllievångsvägen 15 (Vilddjur II) 55.57332, 12.97342           | k1280/162  | Vilddjur                       |
| Svalorna                       | Ebba Hedqvist                     | 1968  |                               | Skulptur - Koppar, granit                       | Sörbäcksgatan 32– 44 55.57358, 12.97272                                                             | k1280/164  | Svalorna                       |
| Hylliemöllan                   | Barbro Bäckström Holger Bäckström | 1968  |                               | Skulptur - Plåt, rör                            | Sörbäcksgatan 10 55.57284, 12.97505                                                                 | k1280/165  | Hylliemöllan                   |
| Optisk art                     | Alexius Huber                     | 1988  |                               | Skulptur - Rostfritt stål med mönster           | Konsultgatan 25 55.57666, 12.99085                                                                  | k1280/166  | Optisk art                     |
| Framtidsvision                 | Alexius Huber                     | 1989  |                               | Skulptur - Rostfritt stål                       | Konsultgatan 25 55.57653, 12.98983                                                                  | k1280/167  | Framtidsvision                 |
| Liten blir stor                | Karin Schultz                     | 1975  |                               | Skulptur - Brons, granit                        | Lindeborgsskolan, Orkestergatan 7 55.56177, 12.98977                                                | k1280/168  | Liten blir stor                |
| Tidsfördjupningar              | Christina Matousch                | 2010  |                               | Ljud & ljus - Betong                            | Hyllie station 55.56273, 12.97588                                                                   | k1280/168B | Tidsfördjupningar              |
| Digital natthimmel             | Thorbjörn Andersson Niklas Ödmann | 2010  |                               | Ljud & ljus - Lys-dioder, stålvajer             | Hyllie stationstorg 55.56329, 12.97578                                                              | k1280/168c |                                |
| Mother                         | Charlotte Gyllenhammar            | 2014  | Ansiktsfontän                 | Fontän - Betong                                 | Hyllie boulevard/Hyllie vattenparksgata, samt den intilliggande mindre rondellen 55.56611, 12.98983 | k1280/168E | Mother                         |
| Mosaik i Vattenparken          | Anna Klara Åhrén Anna Viklund     | 2012  |                               | Fasadkonst - Mosaik                             | Vattenparken, Hyllie 55.56534, 12.97937                                                             | k1280/168f | Mosaik i Vattenparken          |
| Kastanjer                      | Rune Säll                         | 1981  |                               | Skulptur - Brons                                | Lindeborgsgatan 69, (baksidan) 55.56107, 12.99336                                                   | k1280/169  | Kastanjer                      |

## Limhamn - Bunkeflo
| Titel                                                                                | Konstnär(er)        | Årtal | Beskrivning                    | Typ - material                     | Plats Koordinater                                                       | ID              | Bild                                                 |
| ------------------------------------------------------------------------------------ | ------------------- | ----- | ------------------------------ | ---------------------------------- | ----------------------------------------------------------------------- | --------------- | ---------------------------------------------------- |
| Riksvapenstenen                                                                      | W. Weltz            | 1896  |                                | Minnesmärke - Kalksten, tegel      | Limhamnsfältet 55.59357, 12.94784                                       | k1280/127       | Riksvapenstenen                                      |
| Symfoni                                                                              | Anders Olsson       | 1959  |                                | Skulptur - Brons, granit           | Köpenhamnsvägen 48 55.59359, 12.96785                                   | k1280/128       | Symfoni                                              |
| Sittande pojke                                                                       | Bror Marklund       | 1971  |                                | Skulptur - Brons, granit           | John Ericssons väg 85 55.59214, 12.96979                                | k1280/129       | Sittande pojke                                       |
| Flyktingmonument                                                                     | Bror Marklund       | 1950  |                                | Minnesmärke - Granit               | Sibbarp 55.57265, 12.90113                                              | k1280/130       | Flyktingmonument                                     |
| Snäckan                                                                              | Lotte Forsfält      | 2005  |                                | Skulptur - Glasfiber, polyester    | Vid lekplats i Hammars park 55.57204, 12.91609                          | k1280/130B      | Snäckan                                              |
| The movement meter for Lernacken; The tower Även känd som: Movementmeter för Limhamn | Olafur Eliasson     | 2000  |                                | Ljud & ljus - Rostfritt stål, glas | Södra sidan av brofästet på Öresundsbron 55.56375, 12.90263             | k1280/131       | The movement meter for Lernacken; The tower          |
| The movement meter for Lernacken; The lightpavillion Även känd som: Ljuspaviljong    | Olafur Eliasson     | 2001  |                                | Ljud & ljus - Rostfritt stål, glas | Lernacken, norra sidan av brofästet för Öresundsbron 55.56779, 12.90002 | k1280/132       | The movement meter for Lernacken; The lightpavillion |
| Får                                                                                  | Anne Smith          | 2010  |                                | Skulptur - Trä                     | Hantverkareparken, Annestad, Niels Bunkeflos väg 5 55.55787, 12.93093   | k1280/132B      | Får                                                  |
| Familjen                                                                             | Thure Thörn         | 1962  |                                | Skulptur - Brons, granit           | Limhamns torg 55.58259, 12.92687                                        | k1280/133       | Familjen                                             |
| Guds hand                                                                            | Carl Milles         | 1967  |                                | Skulptur - Brons, granit           | Minneslunden, Limhamns kyrkogård 55.572, 12.94572                       | k1280/134       | Guds hand                                            |
| Rudolf Fredrik Berg                                                                  | Edvard Trulsson     | 1940  | staty över Rudolf Fredrik Berg | Porträtt - Brons, granit           | Mitt emot Strandgatan 40 55.58309, 12.9217                              | k1280/135       | Rudolf Fredrik Berg                                  |
| Vattenkristaller                                                                     | Edvin Öhrström      | 1970  |                                | Fontän - Glas, rostfritt stål      | Limhamns torg 55.58282, 12.92798                                        | k1280/136       | Vattenkristaller                                     |
| Tufsen                                                                               | Egon Möller-Nielsen | 2002  |                                | Skulptur - Betong                  | Limhamns torg, lekplatsen 55.58294, 12.9273                             | k1280/137       | Tufsen                                               |
| Megagram                                                                             | Kenneth Croneland   | 1990  |                                | Skulptur - Betong                  | Limhamnsvägen/Kalkbrottsgatan 55.5861, 12.92972                         | k1280/138       | Megagram                                             |
| Murar                                                                                | Pernilla Andersson  | 1998  |                                | Skulptur - Kalksten, granit, nät   | Ön, Limhamn 55.58892, 12.92233                                          | k1280/139       | Murar                                                |
| Relation                                                                             | Sten-Ove Persson    | 1990  |                                | Skulptur - Betong                  | Limhamnsvägen/Kalkbrottsgatan 55.58584, 12.92926                        | k1280/140       | Relation                                             |
| All vår början                                                                       | Jonas Fröding       | 1952  |                                | Skulptur - Brons, granit           | Gejersskolans entré, Västanväg 48 55.58543, 12.94433                    | k1280/141       | All vår början                                       |
| Gulliver                                                                             | Johan Paalzow       | 2010  |                                | Skulptur - aluminium, polyester    | Hammars park i Limhamn 55.56968, 12.92035                               | SKB/SKB2011-006 | Gulliver                                             |

## Oxie
| Titel                           | Konstnär(er) | Årtal | Beskrivning | Typ - material           | Plats Koordinater                                     | ID         | Bild |
| ------------------------------- | ------------ | ----- | ----------- | ------------------------ | ----------------------------------------------------- | ---------- | ---- |
| Kunskapens och drömmarnas källa | Olle Blad    | 1982  |             | Skulptur - Brons, koppar | Oxievångsskolan, Keramikvägen 55.53619, 13.0948       | k1280/281  |      |
| utan titel                      | Okänd        |       |             | Fasadkonst - väggmålning | Gång och cykeltunnel på Oshögavägen 55.54015, 13.1038 | k1280/282B |      |

## Rosengård
| Titel                                          | Konstnär(er)                       | Årtal | Beskrivning                                                                        | Typ - material                     | Plats Koordinater | ID         | Bild                                           |
| ---------------------------------------------- | ---------------------------------- | ----- | ---------------------------------------------------------------------------------- | ---------------------------------- | --- | ---------- | ---------------------------------------------- |
| Skulpturgrupp                                  | CO Hultén Birgitta Stenberg-Hultén | 1966  |                                                                                    | Skulptur - Betong, järn, emalj     | Bennets väg 11, baksidan av huset 55.58717, 13.03318                                                                           | k1280/236  | Skulpturgrupp                                  |
| Graviterande element                           | Bertil Gadö                        | 1969  |                                                                                    | Skulptur - Betong                  | Västra Kattarpsvägen 65 55.58797, 13.03645                                                                                     | k1280/237  | Graviterande element                           |
| Ida hissar upp Emil för att visa honom världen | Björn Carnemalm                    | 2009  |                                                                                    | Skulptur - brons                   | Amiralsgatan/Västra Kattarpsvägen 55.58835, 13.03676                                                                           | k1280/237B | Ida hissar upp Emil för att visa honom världen |
| Sfäriskt monument                              | Bertil Gadö                        | 1969  |                                                                                    | Skulptur - Betong                  | Bennets väg 48 55.58636, 13.03903                                                                                              | k1280/238  | Sfäriskt monument                              |
| Fontänkar                                      | Thure Thörn                        | 1955  |                                                                                    | Fontän - Kalksten, mosaik          | Persborgstorget 55.57998, 13.03201                                                                                             | k1280/239  | Fontänkar                                      |
| Trio                                           | Jan Harry Persson                  | 1968  |                                                                                    | Skulptur - Rostfritt stål, järn    | af Klintebergs väg/Stael von Holsteins väg 55.58346, 13.03712                                                                  | k1280/240  | Trio                                           |
| Glas och betong I, II, III                     | Jaques Zadig                       | 1964  |                                                                                    | Fasadkonst - betongkomposition     | Hårds väg 10 55.58842, 13.0331                                                                                                 | k1280/240B |                                                |
| Reliefer vid entréer                           | Gunnar Frieberg                    | 1965  |                                                                                    | Fasadkonst - betongreliefer        | Cronmans väg 9 55.58822, 13.03401                                                                                              | k1280/240C |                                                |
| Utsmyckningar vid gårdsentréer                 | José Gordillo                      | 1992  |                                                                                    | Skulptur - järnplåt                | Hårds väg 55.5841, 13.03544 | k1280/240d |                                                |
| Kropp                                          | Jan Harry Persson                  | 1968  |                                                                                    | Skulptur - Rostfritt stål, järn    | von Rosens väg 14 –16 55.58675, 13.04091                                                                                       | k1280/241  | Kropp                                          |
| Urtidsmänniskor                                | Alf Olsson                         | 1964  |                                                                                    | Skulptur - Granit                  | Bennets väg 15, på baksidan 55.58628, 13.03349                                                                                 | k1280/242  | Urtidsmänniskor                                |
| Alla bor med varandra                          | Björn Carnemalm                    | 2005  |                                                                                    | Fasadkonst - Målade keramikplattor | Gång- och cykeltunneln under Västra Kattarpsvägen vid Bennets Väg 55.5873, 13.03557                                            | k1280/243  |                                                |
| Zlatans leende                                 | Björn Carnemalm                    | 2006  |                                                                                    | Fasadkonst - Målade keramikplattor | Gång- och cykeltunneln under Västra Kattarpsvägen vid Bennets Väg 55.58735, 13.03601                                           | k1280/243B |                                                |
| Reliefer                                       | Jörgen Fogelquist                  | 1965  |                                                                                    | Fasadkonst - betongreliefer        | Bennets väg 7 55.58727, 13.03252                                                                                               | k1280/243C |                                                |
| Utsmyckning vid entréer                        | Ulf Trotzig                        | 1964  |                                                                                    | Fasadkonst - glaserat stengods     | Bennets väg 6B 55.58773, 13.03341                                                                                              | k1280/243D |                                                |
| Tre ingångar till Rosengård                    | Per Hasselberg                     | 2003  |                                                                                    | Fasadkonst - Målning på betongvägg | Gång- och cykeltunnlar under inre Ringvägen, Ulricedalsgården, Voughts väg, Wachtmeisters väg (förlängning) 55.58892, 13.05526 | k1280/244  |                                                |
| Hyllning till Andy Warhol                      | Okänd                              |       |                                                                                    | Fasadkonst - väggmålning           | Biltunnel Von Lingens väg/ Inre Ringvägen 55.58634, 13.05609                                                                   | k1280/244B |                                                |
| Figurer i Rosengård                            | Berto Marklund                     | 1968  |                                                                                    | Skulptur - Brons                   | Hårds väg 26 – 42 55.58519, 13.03813                                                                                           | k1280/245  | Figurer i Rosengård                            |
| Blommor och bin II                             | Ulf Sucksdorff                     | 1969  |                                                                                    | Skulptur - Brons, granit           | Hårds väg 99 55.58315, 13.03952                                                                                                | k1280/247  | Blommor och bin II                             |
| Astrofabel                                     | Henrik B. Andersen                 | 1987  |                                                                                    | Skulptur - Brons, granit           | Adlerfelts väg 3 55.58684, 13.04142                                                                                            | k1280/248  | Astrofabel                                     |
| Multiflora                                     | Eric Grate                         | 1972  |                                                                                    | Skulptur - Brons, betong           | von Lingens väg 64 55.58892, 13.04601                                                                                          | k1280/249  | Multiflora                                     |
| Ida                                            | Inger Weichselbaumer               | 2001  |                                                                                    | Skulptur - Brons, granit           | Amiralsgatan/Scheelegatan 55.58884, 13.03694                                                                                   | k1280/250  | Ida                                            |
| Tre Pågar                                      | Barbro Bäckström                   | 1997  |                                                                                    | Skulptur - Brons                   | von Troils väg 1 55.58627, 13.04885                                                                                            | k1280/251  | Tre Pågar                                      |
| Munnar                                         | Birgitta Stenberg-Hultén           | 1970  |                                                                                    | Skulptur - Rostfritt stål          | af Klintebergs väg/Adlerfelts väg 55.58256, 13.04021                                                                           | k1280/252  | Munnar                                         |
| Afrodite                                       | Thure Thörn                        | 1972  |                                                                                    | Skulptur - Brons, granit           | Ramels väg 119 55.58125, 13.05121                                                                                              | k1280/253  | Afrodite                                       |
| I rörelse                                      | Åke Tornblad                       | 1973  |                                                                                    | Skulptur - Rostfritt stål, granit  | Rosengårdsskolan, Tornerhjälms väg 55.58201, 13.04718                                                                          | k1280/254  | I rörelse                                      |
| Sfärisk rörelse                                | Folke Truedsson                    | 1982  |                                                                                    | Skulptur - Brons, granit           | Stael von Holsteins väg, vid Trekantens förskola 55.58815, 13.0501                                                             | k1280/255  | Sfärisk rörelse                                |
| Kretslopp                                      | Fred Åberg                         | 1990  |                                                                                    | Fontän - Brons                     | Minneslunden på Östra kyrkogården 55.59593, 13.04988                                                                           | k1280/256  |                                                |
| Flygaremonumentet                              | Okänd                              | 1944  | Monument över amerikanska flygare som under andra världskriget dog i Sverige 1944. | Minnesmärke - Stål, betong         | Östra kyrkogården, kvarter 4C 55.5934, 13.04503                                                                                | k1280/257  | Flygaremonumentet                              |
| Från solen till dig                            | Erik Fornander                     | 2015  |                                                                                    | Skulptur - Trä                     | Kv. Törnrosen 55.586, 13.0336                                                                                                  | k1280/257B |                                                |

## Tidigare utplacerade konstverk
Nedan följer en lista på konstverk som tidigare varit utplacerade men nu är i förvar, förstörda eller försvunna.
| Titel                   | Konstnär(er)                               | Årtal | Beskrivning | Typ - material                    | Stadsdel/ort       | Tidigare plats Koordinater                                                          | ID         | Bild              |
| ----------------------- | ------------------------------------------ | ----- | ----------- | --------------------------------- | ------------------ | ----------------------------------------------------------------------------------- | ---------- | ----------------- |
| Wave                    | Ewa Sundström Johan Moritz Anders Svensson | 2006  |             | Fontän - Vatten, ljus             | Centrum            | Hjälmarekajens kajkant i inre hamnen utanför lärarhögskolan 55.61071, 12.99613      | k1280/013B | Wave              |
| Zeppelinare             | Bertil Vallien                             | 1973  |             | Skulptur - Glas, stål, teknik     | Centrum            | Caroli City Shoppingcenter, Kattsundsgatan 55.6067, 13.00794                        | k1280/019c |                   |
| Vildhästar              | Per Josephson                              | 2013  |             | Skulptur - corténstål             | Centrum            | Gustav Adolfs Torg 55.60275, 13.0003                                                | k1280/027c |                   |
| Bikaka                  | Carl Fredrik Reuterswärd                   | 1973  |             | Skulptur - Brons, marmor          | Centrum            | Gustav Adolfs Torg 4 55.60257, 13.00176                                             | k1280/026  |                   |
| Atlantis                | Tea Mäkipää Halldór Úlfarsson              | 2011  |             | Skulptur - trä och andra material | Centrum            | I kanalen mellan nya och gamla hovrätten i kanten på Slottsparken 55.60634, 12.9912 | k1280/045B |                   |
| Vy                      | Matts Leiderstam                           | 2001  |             | Skulptur - Kikare                 | Centrum            | Västra hamnen, Scaniaplatsen 55.61243, 12.97188                                     | k1280/049  |                   |
| Cocobula-poolen         | Fernando Elvira                            | 2007  |             | Skulptur - Målning                | Centrum            | Stapelbäddsparken i Västra hamnen 55.61368, 12.9838                                 | k1280/052B |                   |
| Pool-löpan              | Jan Loftén                                 | 2008  |             | Skulptur - Målning                | Centrum            | Stapelbäddsparken i Västra hamnen 55.61368, 12.9838                                 | k1280/052D |                   |
| Pool-målning utan titel | David Schrigley                            | 2009  |             | Skulptur - Målning                | Centrum            | Stapelbäddsparken i Västra hamnen 55.61368, 12.9838                                 | k1280/052E |                   |
| Kulspel                 | Allan Runefelt                             | 1958  |             | Fontän - Driven koppar            | Centrum            | Davidshallstorg 55.59952, 12.99848                                                  | k1280/055  |                   |
| Indian med kanot        | Carl Milles                                | 1954  |             | Skulptur - Brons, granit          | Centrum            | Malmö Roddklubb nära Slussplan 55.60935, 13.013                                     | k1280/085  |                   |
| Solbadande flickor      | Torwald Alef                               | 1956  |             | Skulptur - Marmor                 | Västra Innerstaden | Aq-Va-Kul, in på gården Regementsgatan 24 55.5992, 12.99216                         | k1280/115  |                   |
| Flicka med krus         | Jonas Fröding                              |       |             | Fontän - Brons, granit            | Västra Innerstaden | Carl Gustavs väg 1, vid byggnaden närmast Kronprinsen 55.59859, 12.98633            | k1280/116  |                   |
| Tretakt                 | Gunnel Frieberg                            | 1967  |             | Väggskulptur - Brons              | Södra Innerstaden  | John Ericssons väg 10, Södra Sommarstadens förskola 55.58595, 13.001                | k1280/213  |                   |
| Knäböjande flicka       | Rudolf Govenius                            | 1949  |             | Skulptur - Brons                  | Kirseberg          | Östra sjukhuset, parkdammen 55.61433, 13.05744                                      | k1280/265  | Knäböjande flicka |
| Ellika med docka        | Asmund Arle                                | 1967  |             | Skulptur - Brons, granit          | Hyllie             | Norrbäcksgatan 41 55.57687, 12.97498                                                | k1280/160  |                   |
| Rågskörd                | Willy Gordon                               | 1968  |             | Skulptur - Brons, granit          | Hyllie             | Sörbäcksgatan 22– 32 55.57319, 12.97335                                             | k1280/163  |                   |
| Meditation              | Fred Åberg                                 | 1985  |             | Skulptur - Brons                  | Oxie               | Torget, Oxie centrum 55.53959, 13.09575                                             | k1280/282  | Meditation        |
| Blommor och bin I       | Ulf Sucksdorff                             | 1969  |             | Skulptur - Brons, granit          | Rosengård          | Hårds väg 83 55.58337, 13.0384                                                      | k1280/246  | Blommor och bin I |
| Hoppa Bock              | Okänd                                      |       |             |                                   |                    | Segevångsskolan koordinater saknas                                                  |            |                   |
| Pojke som knyter sko    | Axel Wallenberg                            |       |             |                                   |                    | Johannesgatan/Rådmansgatan koordinater saknas                                       |            |                   |
| Solur                   | Gustav Malmström                           | 1950  |             |                                   |                    | Johanneslustgatan koordinater saknas                                                |            |                   |
| Voljär                  | Olle Svanlund                              |       |             | fasadkonst - mosaik               |                    | Segevångstorg koordinater saknas                                                    |            |                   |
| Spiralformad monolit    | Berhard Kirschenbaum                       | 1987  |             |                                   |                    | nuvarande Anna Lindhs plats koordinater saknas                                      |            |                   |